# Podosphaera leucotricha

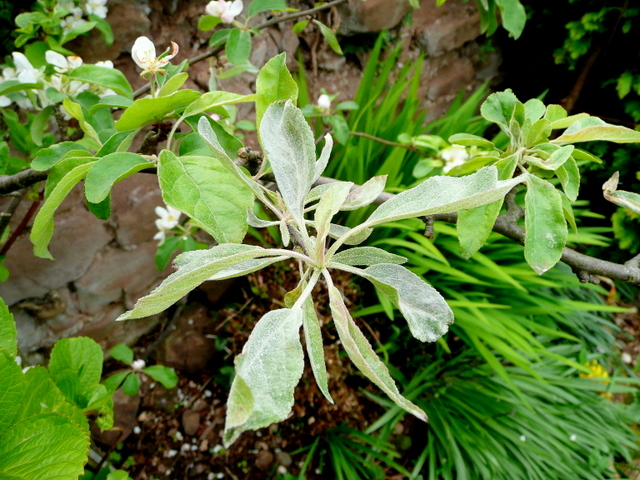
Biała grzybnia na liściach jabłoni

Podosphaera fusca (Ellis & Everh.) E.S. Salmon – gatunek grzybów należący do rodziny mączniakowatych (Erysiphaceae). Wywołuje chorobę o nazwie mączniak prawdziwy jabłoni.

## Systematyka i nazewnictwo
Pozycja w klasyfikacji według Index Fungorum: Podosphaera, Erysiphaceae, Helotiales, Leotiomycetidae, Leotiomycetes, Pezizomycotina, Ascomycota, Fungi.
Synonimy:
- Albigo leucotricha (Ellis & Everh.) Kuntze 1898
- Albugo leucotricha (Ellis & Everh.) Kuntze 1892
- Oidium farinosum Cooke 1887
- Oidium mespili Cooke 1887
- Sphaerotheca leucotricha Ellis & Everh. 1888

## Morfologia
Grzybnia trwała, cienka, rozpostarta, zbudowana ze strzępek o szerokości 3,5–5 μm. Strzępki są rozgałęzione z przegrodami. Zarodniki konidialne typu oidium w długich łańcuchach na krótkim konidioforze. Są bezbarwne, elipsoidalne, lub mniej lub bardziej kuliste, o rozmiarach 22–30 × 15–20 μm. Appressorium brodawkowate. Klejstotecja w grupach. Są kuliste, czasami gruszkowate, o szerokości 70–105 μm. Przyczepki dwóch rodzajów: jeden rodzaj wyrasta z wierzchołka klejstotecjum, drugi z jego podstawy. Przyczepki wierzchołkowe w liczbie 3–11, ale najczęściej 3–5, są 3–7 razy dłuższe od średnicy klejstotecjum, proste, sztywne. Mają grubość 6–10 μm, ciemnobrązowy kolor w kierunku podstawy i jaśniejszy w części szczytowej. Są pojedyncze, bardzo rzadko tylko dichotomicznie 1–2 razy rozgałęzione na wierzchołku. Przyczepki u podstawy klejstotecjum są szczątkowe, krótkie, mniej lub bardziej kręte, pojedyncze lub nieregularnie rozgałęzione. Mają jasnobrązową barwę. Worki podłużne, jajowate, o rozmiarach 55–70 × 44–55 μm. Powstaje w nich po 8  jajowatych lub elipsoidalnych askospor o rozmiarze 22–26 × 12–15 μm.

## Występowanie
Jest szeroko rozprzestrzeniony. Występuje w Europie, Azji ((Chiny, Indie, Izrael, Japonia, ZSRR), niektórych regionach Afryki (Kenia, Rodezja, RPA, Tanzania), Australii i Nowej Zelandii, Ameryce Północnej (Kanada, USA), Ameryce Południowej (Argentyna, Brazylia, Chile, Kolumbia, Peru). W Europie jest pospolity.
Pasożyt rozwijający się na jabłoni, brzoskwini, pigwie i głogowniku, Prunus ilicifolia, Spiraea bumalda. Odnotowano występowanie również na migdałach.

## Gatunki podobne
Charakterystyczną cechą Podosphaera leucotricha są jego przyczepki – bardzo długie i nierozgałęziające się. Ta cecha pozwala mikroskopowo odróżnić ten gatunek od innych w rodzaju Podosphaera.